# Deniz Almas
Deniz Almas (ur. 17 lipca 1997 w Calw) – niemiecki lekkoatleta, sprinter, młodzieżowy mistrz Europy z 2019, olimpijczyk.

## Osiągnięcia sportowe
Zajął 5. miejsce w sztafecie 4 × 100 metrów na mistrzostwach Europy juniorów w 2015 w Eskilstunie. Wystąpił w biegu eliminacyjnym tej sztafety na mistrzostwach świata juniorów w 2016 w Bydgoszczy. W finale sztafeta niemiecka bez Almasa w składzie zdobyła brązowy medal. Zgodnie z przepisami World Athletics Almas jest również brązowym medalistą w tej konkurencji.
Zdobył złoty medal w sztafecie 4 × 100 metrów na młodzieżowych mistrzostwach Europy w 2019 w Gävle (sztafeta niemiecka biegła w składzie: Kevin Kranz, Marvin Schulte, Almas i Philipp Trutenat). Zajął 5. miejsce w tej konkurencji na igrzyskach olimpijskich w 2020 w Tokio (po dyskwalifikacji sztafety brytyjskiej, która pierwotnie zdobyła srebrny medal).
Był mistrzem Niemiec w biegu na 100 metrów w 2020, a w hali był mistrzem w biegu na 60 metrów w 2020. W 2024 zdobył brązowy medal mistrzostw Europy w biegu rozstawnym 4 × 100 m.

## Rekordy życiowe
Rekordy życiowe Almasa:
- bieg na 100 metrów – 10,08 s (1 sierpnia 2020, Weinheim)
- bieg na 200 metrów – 20,64 s (14 sierpnia 2020, Monako)
- bieg na 60 metrów (hala) – 6,60 s (22 lutego 2020, Lipsk)
- bieg na 200 metrów (hala) – 21,59 s (19 lutego 2017, Lipsk)